# Jan Grzenia
Jan Grzenia – polski językoznawca, autor słowników, doktor nauk humanistycznych, specjalizuje się w problematyce języka w Internecie, językoznawstwie polonistycznym, kulturze języka, onomastyce i stylistyce; również wydawca. 

## Życiorys
W 1987 ukończył studia magisterskie w Instytucie Języka Polskiego na Wydziale Filologicznym Uniwersytetu Śląskiego w Katowicach. Pracę magisterską zatytułowaną Problematyka aluzji literackiej (wybrane zagadnienia) napisał pod kierunkiem prof. Aleksandra Wilkonia. W 1989 został zatrudniony w macierzystym instytucie. Od 1993 prowadził zajęcia w Szkole Języka, Literatury i Kultury Polskiej Uniwersytetu Śląskiego oraz w Podyplomowym Studium dla Nauczycieli Języka Polskiego jako Obcego.
20 września 1994 doktoryzował się na podstawie pracy Język poetycki jako struktura polifoniczna (na materiale poezji polskiej XX wieku), której promotorem był prof. Aleksander Wilkoń. W Instytucie Języka Polskiego UŚ został zatrudniony jako adiunkt i prowadził zajęcia i seminaria z gramatyki opisowej języka polskiego, leksykologii i leksykografii, dialektologii.
W latach 1996–2001 był redaktorem kwartalnika polonistycznego „Postscriptum”. W 2000 został członkiem Komisji Kultury Języka Komitetu Językoznawstwa PAN. W 2001 był współorganizatorem, pierwszej w Polsce, internetowej konferencji naukowej „Porozmawiajmy o rozmowie”. W 2002 rozpoczął współpracę z Poradnią Językową Wydawnictwa Naukowego PWN.
Od 2009 prowadził własne wydawnictwo „Nomen Omen”, w którym publikował książki własne oraz innych autorów, m.in. Piotra Wilczka i Henryka Martenki, prowadził także serwis nasze-imiona.pl.

## Publikacje
Opracowano na podstawie materiałów źródłowych

### Publikacje książkowe
- Słownik nazw własnych. Ortografia, wymowa, słowotwórstwo i odmiana, Wydawnictwo Naukowe PWN, Warszawa 1998, wyd. 2: Warszawa 2002
- Język poetycki jako struktura polifoniczna. (Na materiale poezji polskiej XX wieku), Wydawnictwo Uniwersytetu Śląskiego, Katowice 1999
- Słownik ortograficzny, Prószyński i S-ka, Warszawa 2000
- Szkolny słownik ortograficzny, Prószyński i S-ka, Warszawa 2001, wyd 2: Warszawa 2001
- Nasze imiona, Świat Książki, Warszawa 2002
- Słownik imion, Wydawnictwo Naukowe PWN, Warszawa 2002, wyd 2: Warszawa 2004 i 2006, wyd 3: Warszawa 2008
- Słownik poprawnej polszczyzny, Świat Książki, Warszawa 2004
- Dialog a nowe media, Wydawnictwo Uniwersytetu Śląskiego, Katowice 2004
- Komunikacja językowa w Internecie, Wydawnictwo Naukowe PWN, Warszawa 2006
- Słownik nazw geograficznych z odmianą i wyrazami pochodnymi, Wydawnictwo Naukowe PWN, Warszawa 2008
- Uniwersalny słownik języka polskiego, Videograf Edukacja, Katowice 2009
- 505 zagadek o imionach, Nomen Omen, Katowice 2010
- Szkolny słownik ortograficzny, Nomen Omen, Katowice 2010 (ebook)
- Anna, Nomen Omen, Katowice 2010 (ebook)
- Piotr, Nomen Omen, Katowice 2010 (ebook)
- Krzysztof, Nomen Omen, Katowice 2011 (ebook)
- Małgorzata, Nomen Omen, Katowice 2011 (ebook)
- Nasze imiona. 200 najbardziej popularnych imion w Polsce w XX w., Nomen Omen, Katowice 2011 (ebook)

### Inne
- Nowy słownik ortograficzny PWN wraz z zasadami pisowni i interpunkcji, red. Edward Polański, Wydawnictwo Naukowe PWN, Warszawa 1996, wyd. 4: Warszawa 2001 (współautor części słownikowej)
- Zasady komunikacji internetowej, [w:] Polszczyzna na co dzień, red. Mirosław Bańko, Wydawnictwo Naukowe PWN, Warszawa 2006
- Słownik ortograficzny PWN z wymową: nowe wydanie, Wydawnictwo Naukowe PWN, Warszawa 2017 (współautor)